# Моисеева, Светлана Борисовна
Светлана Борисовна Моисеева — главный научный сотрудник Отдела современных проблем средоформирования и градорегулирования НИИТИАГ (филиала «ЦНИИП Минстроя России»), доктор архитектуры, почетный член РААСН, заслуженный архитектор России.

## Биография
Родилась в Ташкенте 27 июля 1928 года.
В 1936 году Моисеева С. Б. поступила в школу. Старшие классы школы пришлись на военное время. Ташкент был городом госпиталей. В 14 лет Светлана пошла работать в хирургическое отделение госпиталя безвозмездно, а вечером училась.
Окончив школу с золотой медалью, в сентябре 1946 года Светлана поступила на архитектурное отделение Среднеазиатского Политехнического Института. Это был первый послевоенный год, когда в институты поступали бывшие офицеры, прошедшие войну и окончившие школу до войны.
В 50-е годы профессионально подготовленные кадры были очень нужны. Светлана Борисовна по распределению была направлена в институт, проектирующий поселки и объекты для сельских территорий, «Узгипросельстрой». Туда же были направлены её однокурсники: Анатолий Николаевич Смоленский, который впоследствии стал директором института, Иван Корнеевич Земский, ставший главным инженером института, Светлана Борисовна была назначена главным архитектором проекта и первый два года в отделе планировки занималась проектированием поселков на массивах нового освоения в Голодной Степи и в Ферганской долине.
Это была серьёзная работа: совместно с экономистом и изыскателем объезжать местности будущего строительства, изучая особенности территории, местные бытовые традиции, природные достопримечательности, стараясь внести индивидуальность в застройку села.
В 1953 году, через год после начала работы, Светлану Борисовну приняли в члены Союза Архитекторов СССР.
В 1955 году в СССР была создана первая Академия строительства и архитектуры СССР, просуществовавшая до 1963 года. У Академии были филиалы в разных республиках, в том числе НИИ по строительству в г. Ташкенте.
Светлана Борисовна подала заявку на конкурсной основе на позицию зав. сектором кооперированных зданий и была приглашена работать в эту должность, С тех пор эти многофункциональные общественные здания, объединявшие под одной крышей несколько учреждений обслуживания разного назначения, что обеспечивало не только экономический эффект, но и позволяло увеличить масштаб застройки, трансформировать несколько небольших помещений в одно крупное для проведения массовых мероприятий, стали притягательными для Светланы Борисовны и прошли через всю её жизнь.
В НИИ по строительству она работала под руководством первого в Узбекистане Народного архитектора СССР Абдуллы Бабахановича Бабаханова. Они проектировали общественные центры микрорайонов для Ташкента и Душанбе в Таджикистане, стараясь внести в состав учреждений местный колорит — чайхану, гостиницу, развитые летние помещения.
Работая в ТашЗНИИЭП Светлана Борисовна занимаясь новыми типами общественных зданий, в 1965 году защитила кандидатскую диссертацию на тему «Планировка и застройка общественных центров поселков орошаемых районов Узбекистана».
В 1966 году, после Ташкентского землетрясения, все республики страны создавали свои микрорайоны. Светлана Борисовна участвовала в проектировании микрорайона 1она-махалля, стараясь учитывать местные бытовые традиции Начиная с 1961 года на смену АСиА СССР стала создаваться новая система научно-проектных отношений с подчинением Госстрою СССР. Создавались Центральные институты, основанные на функциональных и конструктивных принципах, и Зональные институты регионального подчинения. Основными были такие институты, как ЦНИИЭП жилища, НИИОЗ, ЦНИИЭП торгово-бытовых зданий и туристских комплексов и подобные им; а среди Зональных — ЛенЗНИИЭП, СибЗНИИЭП, ТбилЗНИИЭП, ТашЗНИИЭП и др.
В Москве в соответствии с новой системой научных и проектных отношений создавался новый институт, призванный заниматься архитектурой села, — «ЦНИИЭПГРАЖДАНСЕЛЬСТРОЙ». Светлана Борисовна подала заявку на должность зав. отделом общественных зданий и прошла этот конкурс с правом перевода в Москву.
С августа 1970 года Светлана Борисовна начала работать в этой должности и проработала в институте до 2012 года.
В 1985 году, работая в ЦНИИЭПграждансельстрое, Светлана Борисовна защитила докторскую диссертацию на тему «Принципы развития архитектуры общественного центра села» по специальности 18.00.01 — Теория и история архитектуры.
Особым направлением работ в ЦНИИЭПграждансельстрое было зарубежное сотрудничество. Несколько лет подряд проектное отделение проектировало сельские поселки по всей стране. На места выезжали главный инженер института М. Г. Лейзерович (ныне директор), главный архитектор В. С. Аникин, главный специалист В. Д. Линевич, руководитель электриков П. В. Постникова. Наиболее интересными объектами были поселок Улан-Талгой, учитывавший особенности зодчества Монголии, - глухие стены, небольшие проемы, галереи в виде летних помещений, высокие крыши с загнутыми краями, яркий колорит с преобладанием красного, а также город Богануур. Светлана Борисовна трижды выезжала в Монголию, поскольку Госстрой Республики заказал ей научное обоснование системы обслуживания сельских территорий в четырёх регионах. Учитывая редко-очаговое расселение на территории Монголии, наиболее оправданным было передвижное обслуживание с использованием автотранспорта, диспетчерской службы, дистанционных связей. В сомонах (округах) организовывалось базирование техники и продукции. Обслуживание доходило до нескольких суурь (юрт) За эту работу Светлане Борисовне Госстроем Республики была направлена благодарность.
Работа с европейскими странами — Венгрией, Чехословакией — была другого рода: в них, как и в СССР, велось строительство показательных поселков. Светлана работала в Венгрии с Институтами расселения (ВАТИ) и типологии (ТИПУШТЕРВ). Были найдены интересные решения, особенно в Венгрии в поселке Хортобадь, где основной темой застройки стала аркада каменного моста XV века и производственные постройки разной формы. По итогам этого сотрудничества была выпущена книга «Опыт сельского строительства в ВНР и СССР».
В 80-е годы за разработку новых типов общественных зданий она была награждена серебряной и бронзовой медалями ВДНХ. В 1983 и 1985 г.г., отправив на Биеннале Интерарх в Болгарии доклад и статью, она получила за них дипломы и медали. В 90-е годы, участвуя вместе с архитектором И. Шишковым в конкурсе на устройство мансарды с применением конструкции окон датской фирмы Velux, они были отмечены дипломом.
После создания Российской Академии архитектуры и строительных наук, Светлана Борисовна в 1994 г. была избрана советником, а в 2005 г. — почетным членом РААСН. Между РААСН и ЦНИИЭПгражданстроем был заключен творческий договор на совместное выполнение работы, посвященной развитию сельских поселений Нечернозёмной зоны России. Со стороны РААСН работой руководил Ученый секретарь, членкорреспондент (ныне Академик) Г. В. Есаулов, со стороны института С. Б. Моисеева. В ходе работы был обоснован новый тип зданий эксплуатационно-технического назначения. На основе Задания на проектирование этого объекта в проектной мастерской академика К. С. Шехояна был выполнен проект.
В начале 2000-х годов институт, в котором работала Светлана Борисовна на протяжении 42-х лет, был преобразован в ЦНИИЭПгражданстрой и стал заниматься проектированием для городов, в частности, для Москвы, разрабатывая проекты многоэтажных жилых домов, целых кварталов, средних школ, реконструируемых объектов в исторической части Москвы. Научные исследования в институте прекратились. С согласия руководства с 2007 г. Светлана Борисовна перешла на работу главным научным сотрудником в НИИТИАГ (в настоящее время, в связи с реорганизацией изменено подчинение института. Институт переименован в Научно-исследовательский Институт теории и истории архитектуры и градостроительства — филиал ФГБУ «ЦНИИП Минстроя России».
С начала 2000-х годов вместе с двумя коллегами — Р. Д. Багировым и Н. М. Согомонян под руководством Академика Л. В. Хихлухи Светлана Борисовна работала над темой, связанной с региональными особенностями села, результатом чего явилась изданная в 2005 году издательством «Архитектура-С» книга «Архитектура Российского села. Региональный аспект», ставшая учебным пособием по направлению 630100 «Архитектура».
У Светланы Борисовны около 150 опубликованных научных трудов: монографии, книги, рекомендации, статьи. Наиболее капитальной работой являются главы, посвященные общественным зданиям и формированию центров сел, в монографии «Планировка и застройка сельских населенных мест в СССР», под редакцией Б. А. Маханько, изданной «Стройиздатом» в 1980 г., над которой работали все отделы института.
Последние годы, работая в НИИТИАГЕ, Моисеева С. Б. занимается актуальными темами. Под руководством академика Л. В. Хихлухи она занималась теоретическими основами проектирования жилища разных типов; её профиль — это малоэтажное жилище. Кроме того, вела самостоятельную тему по устойчивости и комфортности архитектуры села. Но наиболее последовательные и разнообразные исследования проводятся ею по теме 1.6.3. «Основные направления развития современной мировой архитектуры» под руководством кандидата искусствоведения Н. А. Коноваловой. По этой темы ежегодно проводятся конференции, дающие представление, как развивается архитектурный процесс, и выпускаются научные сборники трудов.

## Семья

##### Отец
Борис Яковлевич Моисеев окончил гидротехнический факультет Тимирязевской Академии.
В 1920 году был направлен в Среднюю Азию, где велось бурное строительство крупных годроэлекторостанций. Моисеев Борис Яковлевич запроектировал и принимал участие в строительстве таких гидростанций, как Чарвакская, Нурекская, Тогтогульская. С 1955 года он был назначен директором Среднеазиатского отделения Гидропроекта, где работал до 1970 года.

##### Мать
Моисеева Евгения Михайловна (в девичестве Чейкина), получила музыкальное образование во Франции, в Сорбонне. После обучения Евгения Михайловна приехала в Ташкент, где базировалась карографическая экспедиция её отца, Чейкина Михаила Ильича, деда Моисеевой С. Б. Полученное образование дало возможность Евгении Михайловне до конца жизни трудиться, занимаясь любимым делом. Она была пианисткой, а потом редактором музыкального вещания Узбекистанского Радио.

##### Дед
Чейкин Михаил Ильич, член Географического общества России, крупный геодезист, возглавлявший многие экспедиции по картографированию новых территорий в Сибири и на Памире, член Географического общества, геодезист. Михаил Ильич был полковником царской армии.

##### Муж
Бланк Евгений Исаакович. Участник ВОВ. В декабре 1941 г. в составе сибирских полков прибыл под Москву, участвовал в разгроме фашистских войск с выходом конным рейдом к Вязьме. Затем воевал на Смоленщине, в Белоруссии. Участвовал в составе 1-го Украинского фронта в Ровенско-Луцкой операции. Был командиром отделения разведки. Был ранен и контужен. Войну закончил в Пражской операции. Удостоен двух орденов «Красная Звезда», ордена «Отечественной войны» 2 степени, 14 медалей, в том числе «За оборону Москвы» и за «Победу над Германией». Окончил энергетический факультет Среднеазиатского Политехнического института по специальности «Электрические станции, подстанции и системы», и в 1953 году был направлен на Ташкентскую ТЭЦ инженером электротехнической лаборатории. В 1960 году переведен в Объединённое диспетчерское управление Средней Азии, а в 1970 году — в Москву в Центральное диспетчерское управление на должность начальника ОАСУ «Энергия» — отраслевой автоматизированной системы управления. В общем Евгений Исаакович 50 лет отдал делу энергетики страны. Умер в 2012 году.

#### Сын
Бланк Кирилл Евгеньевич. Окончил Московский Юридический институт.

## Основные сооружения
Первым построенным объектом в 1957 году стал Научно-исследовательский институт садоводства и виноградорства им. Шредера в Ташкенте. Здание располагалось на рельефе, состояло из нескольких блоков, по второму этажу тянулась протяженная лоджия с национальными мотивами. За этот объект Светлана получила свою первую награду — Диплом на Смотре творчества молодых архитекторов Союза архитекторов СССР и путевку на первый Международный фестиваль молодежи и студентов в Москве в июле 1957 г.
Научно-исследовательский институт животноводства, столовая на 250 мест, санаторий в Янг-Базаре, квартал двухэтажных двух и четырёхквартирных жилых домов в поселке Избаскент. Дома были обращены в сторону ручья, по диагонали пересекавшего территорию квартала. В архитектурно-планировочное решение домов старалась внести элементы комфортности: сделать лестницу пошире и более пологой, внести в структуру летние помещения в виде террас, обеспечить сквозное и вертикальное проветривание для борьбы с перегревом в жаркий период.
Были созданы новые типы зданий — комплексы общественных центров для поселков на 500 и 2000 жителей.
Разработаны Задания на проектирование конкретных экспериментально-показательных поселков. В соответствии с Постановлением «Об упорядочении строительства на селе», в каждой республике, области или крае создавался поселок, жилые и общественные здания которого должны были служить эталоном для данной местности, учитывая природно-климатические и бытовые особенности. По этим Заданиям на проектирование, учитывающим особенности конкретных мест строительства, проектировщики разрабатывали проекты, и начиналось строительство. Наиболее интересными объектами были поселок Вознесенское ОПХ «Заволжье» Ярославской области (автор архит. В. С. Аникин), поселок Родники Калининградской области (автор архит. И. Н. Шишков), Надеево Вологодской и Страхово совхоза «Поленово» Тульской областей (авторы архит. О. Д. Добролюбова и В. И. Магидин), Вараксино в Республике Удмуртия (автор канд. арх. Д. Ф. Радыгин) и другие. Светланой Борисовной была создана Матрица, обосновывающая состав и вместимость учреждений обслуживания в разных условиях расселения — для реконструкции и нового строительства. — она помогала сразу ориентироваться в объёмах предстоящего строительства.
Моисеева С. Б. является членом авторского коллектива по разработке нескольких нормативных документов: СНиП 2.01.07.89* — Планировка и застройка городских и сельских поселений; СНиП 2.08.02-89*
Общественные здания и сооружения; СП 30-102-99 — Планировка и застройка территорий малоэтажного жилищного строительства.

## Награды
За работу в госпитале Светлана была награждена медалью «За доблестный труд в годы Великой Отечественной войны», что дало сейчас ей звание Ветеран Великой Отечественной войны.
В 2000 году Светлана получила свою самую большую награду. За заслуги в области строительства и многолетний добросовестный труд Президент России В. В. Путин присвоил почетное звание «Заслуженный архитектор Российской Федерации» Моисеевой Светлане Борисовне — заведующей отделом акционерного общества «Центральный научно-исследовательский и проектно-экспериментальный институт по гражданскому строительству „ЦНИИЭПгражданстрой“», город Москва.

## Публикации
1. Опыт строительства двухэтажных жилых домов на селе. Ташкент: Госиздат УзССР, 1961
2. Архитектура российского села. Региональный аспект. Учебное пособие по специальности «Архитектура». — М., Архитектура-С, 2005 (соавторы — Л. Хихлуха, Р. Багиров, Н. Согомонян. Объём 14,3 печ. листа, автору принадлежит 3,8 печ. листа).
3. Региональные особенности архитектуры села. АСАDЕМIА — 2006, № 2
4. Тенденции развития типологии общественных зданий для сельских территорий. АСАDЕМIА — 2006, № 3
5. Архитектурно-планировочное воплощение сферы здравоохранения на селе. Здоровье населения — стратегия развития сферы жизнедеятельности. Сб. науч. тр. Т. 2. — М.-Белгород, изд. БГТУ, 2008
6. Подходы мастеров архитектуры к решению проблем архитектуры села. Фундаментальные исследования по научному обеспечению развития архитектуры, градостроительства и строительной отрасли РФ в 2009 году. Т. 2. — М.-Иваново, изд. ИГАСУ, 2010
7. Социально-средовой подход к застройке села. Фундаментальные исследования по научному обеспечению развития архитектуры, градостроительства и строительной отрасли РФ в 2009 году. — М.-Иваново, изд. ИГАСУ, 2010
8. Пилотные проекты комплексной застройки поселений и их значимость для создания среды жизнедеятельности на сельских территориях. ACADEMIA, 2012, № 3;
9. Села России. Роль архитектуры в их сохранении и развитии. АСАDЕМIА — 2013, № 4, 0,4 п.л.
10. Роль муниципальных образований и пилотных компактных поселений в жизнеобеспечении села. ACADEMIA 2014, № 4;
11. Решение проблем сельского мира архитектурными средствами. Современная архитектура мира: основные процессы и направления развития. Вып. 4. — М.-СПб., Нестор-История, 2014,
12. Роль архитектуры в формировании комфортной среды сельских поселений и притягательности сельского образа жизни. ACADEMIA 2017, № 1;
13. Сохранение и развитие красоты и своеобразия сельских поселений. ACADEMIA, 2018, № 3.
14. Архитектура современного российского села. Роль архитектуры в обеспечении устойчивости и комфортности сельских поселений. LAP LAMBERT, 2017 г.
15. Перспективы использования памятников культурного и исторического наследия в сельской местности. Электронный ресурс. cyberleninka.ru
16. Материалы Международной конференции по архитектуре: наследие, традиции и инновации (AHTI 2019). -Атлантик Пресс, 2019, С.321-324. Режим доступа: https.atlantis-press.com/ proceedings/ahti-19/125910088